# Quintette du Hot Club de France
Pour les articles homonymes, voir Hot Club de France (homonymie).
Le Quintette du Hot Club de France, parfois abrégé QdHCdF ou QHCF est un groupe de jazz français, originaire de Paris. Il est formé en 1934 par Django Reinhardt et Stéphane Grappelli, avec Louis Vola, Joseph Reinhardt le frère de Django, Roger Chaput, issu de la formation qui animait les thés dansants de l'hôtel Claridge à Paris en 1933. Ensemble ils adoptent une musique mêlant le jazz et le style manouche qui conquiert un large public. Ils se séparent dans l'immédiate avant-guerre.

## Histoire

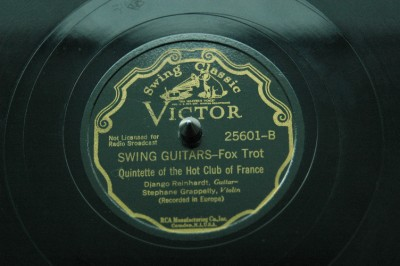
78 tours Swing Guitars du Quintette du Hot Club de France (1936).

Au Claridge en 1933, Django Reinhardt et Stéphane Grappelli jouent dans l'orchestre dirigé par Louis Vola. Pendant les pauses ils improvisent dans la loge avec Louis Vola et l'autre guitariste de l'orchestre, Roger Chaput, formant au départ un quartette. Django désirant qu'un deuxième guitariste rythmique l'accompagne avec Chaput pendant ses solos, le frère de Django Joseph intègre le groupe. Ainsi est formé le célèbre quintette.
Après une série de sessions informelles à l'Hôtel Claridge, les promoteurs de concert Pierre Nourry et Charles Delaunay (leaders du Hot Club de France, une société présidée par Hugues Panassié consacrée à la promotion du jazz) poussent la formation d'un groupe à temps plein, et obtiennent une audition pour la firme Odeon. Deux morceaux sont gravés sous le titre Delaunay's Jazz, mais ils ne seront pas édités. En décembre 1934, Pierre Nourry signe un contrat avec la firme Ultra Phone, et quatre titres sont enregistrés et édités. C'est le succès pour le quintette qui popularise un nouveau style, le jazz manouche. Les tournées en Europe sont une réussite, le groupe jouissant d'une popularité particulière au Royaume-Uni. Plusieurs contrebassistes et guitaristes passent dans le groupe, seuls Django et Grappelli restant inchangés.
Quand la Seconde Guerre mondiale éclate en septembre 1939, le Quintette effectue une tournée de concerts au Royaume-Uni. Reinhardt, qui ne parle pratiquement pas l'anglais, rentre immédiatement en France, où il pense être plus en sécurité qu'au Royaume-Uni. Grappelli, quant à lui, reste en Angleterre. Le groupe se sépare cette même année, en 1939.
Django continue à utiliser le nom de « Quintette » avec un groupe différent, avec Hubert Rostaing, le premier de plusieurs clarinettistes, et une section rythmique plus classique avec batterie, basse et guitare rythmique. Cette version du Quintette propose souvent six, et non cinq musiciens (ajout ponctuel d'un piano, d'une deuxième clarinette, etc) et est généralement présentée comme « Django et le Quintette du Hot Club de France », ou parfois comme le « Quintette Nouveau » de Django. En raison de pénuries de matériel et de conditions d'enregistrement particulièrement difficiles dans des studios non chauffés pendant la guerre, cette version du Quintette produit peu d'enregistrements, même si elle délivre la première version de Nuages de Django Reinhardt, qui deviendra plus tard un standard de jazz.
En 1946, après la guerre, Grappelli et Django font de nouveau équipe sous la bannière du Quintette, Django continuant dans le même temps à enregistrer et se produire avec le "nouveau quintette" (clarinette et batterie). Après 1950, Django n'utilise plus le nom de Quintette du Hot-club de France mais simplement "Django Reinhardt et son quintette".
Boris Vian explique que le groupe « a enregistré plein de chefs-d'œuvre. Mais quelques-uns d'entre eux ne sont jamais sortis ». Le quintette est décrit par le critique Thom Jurek d'AllMusic comme « l'un des groupes les plus originaux du jazz ».

## Discographie
- 1936 : Swing Guitars (78 tours)
- 1940 : Oriental Shuffle : Slow Fox Trot
- 1940 : Davis Records presents the Quintet of the Hot Club of France (Django Reinhardt , Stéphane Grappelli )
- 1945 : Dinah (avec Django Reinhardt)
- 1946 : Love's Melody / Nuages
- 1961 : Djangology
- 1970 : Swing '35-'39